# Red Pollard
John M. "Red" Pollard, född 27 oktober 1909 i Edmonton i Alberta i Kanada, död 7 mars 1981 i Pawtucket i Rhode Island i USA, var en kanadensisk galoppjockey. Pollard var en av grundarna av Jockeys' Guild 1940. Han tävlade på olika banor i USA, och var mest känd som jockey till Seabiscuit.

## Biografi
Red Pollard var barnbarn till Michael Pollard, som föddes ca. 1834 på Irland. Michael emigrerade till New Jersey 1850, flyttade till Illinois 1855 och gifte sig 1863 med irländskan Bridget Moloney. De flyttade till Iowa 1870, där Reds far, John A., föddes 1875.
John A. emigrerade till Edmonton, Alberta, 1898. Efter sekelskiftet grundade han och hans bror Frank "Pollard Bros Brickyard".
John M. "Red" Pollard föddes i Edmonton 1909. Under hans yngre år hade familjen det gott ställt, men när familjens tegelgård förstördes då North Saskatchewan River svämmade över 1915, fick familjen genast ekonomiska problem.

### Karriär
Red Pollard var 170 cm lång och vägde 52 kg, vilket ansågs vara mycket för en jockey. 1933 red Pollard löp i Ontario på Fort Eries galoppbana. Tidigt i sin karriär förlorade han synen på höger öga, då han träffades i huvudet av en sten som kastades upp av en annan häst under ett träningspass. Då Pollard inte skulle få tävla om skadan var känd, höll han sin synförlust hemlig under resten av sin jockeykarriär.
I Detroit 1936 anlitades Pollard av galopptränaren Tom Smith för att rida Seabiscuit. Ekipagets första stora seger kom i Governor's Handicap 1936. Pollard och Seabiscuit segrade tillsammans i flera större löp, bland annat Brooklyn Handicap (1937), Massachusetts Handicap (1937) och var tvåa med en nos i Santa Anita Handicap (1937). Pollard och Seabiscuit ansågs vara den bästa kombinationen av häst och jockey i USA på den tiden. 1940 red Pollard den då sjuårige Seabiscuit till seger i Santa Anita Handicap på Santa Anita Park i Arcadia i Kalifornien, i vad som skulle komma att bli Seabiscuits sista start. Pollard red Seabiscuit i 30 starter, och segrade i 18 av dem.
Efter säsongen 1940 köpte Pollard ett hus i Pawtucket i Rhode Island. Han fortsatte sin karriär som jockey under 1950-talet, i mestadels New England.
Pollard valdes 1982 in i Canadian Horse Racing Hall of Fame. Skådespelaren Tobey Maguire porträtterar Pollard i filmen Seabiscuit från 2003.